# Dicranomyia idonea
Dicranomyia idonea är en tvåvingeart som beskrevs av Alexander 1922. Dicranomyia idonea ingår i släktet Dicranomyia och familjen småharkrankar. Inga underarter finns listade i Catalogue of Life.